# بير روسينغرين
بير روسينغرين (بالسويدية: Per Rosengren)‏ هو سياسي سويدي، ولد في 1951. حزبياً، نشط في حزب اليسار. وقد انتخب عضو البرلمان السويدي ‏.